# Golden Sun II: La Edad Perdida
Golden Sun: La Edad Perdida (黄金の太陽 失われし時代 Ōgon no Taiyō: Ushinawareshi Toki en Japón) es un videojuego del género RPG desarrollado por Camelot Software y distribuido por Nintendo para Game Boy Advance, en 2002 para Japón y en 2003 para Europa y Estados Unidos. Es la secuela directa del primer Golden Sun.

## Trama
El juego comienza en el punto en el cual termina el primer juego, pero desde el punto de vista de quienes fueron secuestrados en el primer juego. Después de escapar del incidente del Faro de Venus, Félix y su hermana Nadia, junto con Kraden y Sole. Al llegar a la península de Idejima, se encuentran con Álex. Poco después, una intensísima luz de color amarillo verdoso les deslumbra. El Faro de Venus había sido encendido y el poder de la Tierra se había liberado. Un gran terremoto separa la península de Idejima del continente (además de dañar los cimientos del Faro de Venus), alejándolos de él, y llevándolos mar adentro hacia un continente desconocido para ellos llamado Indra, desde donde deberán planear su viaje al Gran Mar del Oeste, para prender los faros restantes: el Faro de Júpiter y el Faro de Marte.
Esto llevará a los protagonistas a recorrer los continentes de Indra y Osenia, además del sur de Gondowan, y luego todo el Mar del Este en busca de Lemuria, la legendaria isla donde no pasa el tiempo, para averiguar cómo cruzar los Riscos de Gondowan por mar y llegar hasta el Mar del Oeste y los nuevos continentes de Hesperia y Atteka. En este último continente sureño se encuentra el Faro de Júpiter. Allí se encuentran con los personajes del anterior juego, además de derrotar a otros dos proxianos, Agatio y Karst (La hermana menor de Menardi, la cual fue derrotada en el Faro de Venus). Al final, todos se unen formando un grupo de 8.
Así, emprenden su viaje hacia el norte, donde está la desesperada aldea de Prox. Cuando los personajes llegan allí, todo encaja: Prox mandó guerreros al Templo Sonne para conseguir las Estrellas Elementales y así encender los faros porque Weyard estaba deshaciéndose por la ausencia de energía elemental y alquímica (hay que recordar que Weyard tiene forma de disco, no de esfera, y Prox está casi en el límite del mundo). Los proxianos sólo querían salvar su pueblo. Así fue como usaron al padre de Hans, y a los padres de Félix y Nadia para forzarles a que les ayudaran. Por eso Félix y Nadia estaban con los dos proxianos antagonistas del primer juego (Saturos y Menardi) ayudando a encender los faros de Mercurio y Venus. Según los proxianos, "los taleanos no tenían ni idea de cuán desesperados estábamos".
Tras aclararse todo, el grupo parte hacia el Faro de Marte. Allí vagan por las salas congeladas, buscando a Agatio y Karst. Se encuentran con dos dragones muy fuertes, y al vencerles descubren que son Agatio y Karst transformados. Estos dan al grupo la Estrella Marte (una perla roja que permite encender el faro) y se dirigen hacia la cúspide del faro. Cuando lo van a encender, aparece el guardián del Templo Sonne (El Sabio) para detenerles. El grupo se resiste, entonces El Sabio hace algo y aparece el jefe final: El Dragón Mortal, un dragón enorme e inmensamente fuerte con tres cabezas. Al final, resultó que ese dragón de tres cabezas eran los padres de Félix y Nadia, junto con el padre de Hans, fusionados y transformados.
Hans y el grupo logran derrotar al dragón de tres cabezas y este devuelve a los padres de Hans, Nadia y Félix. Mia y Piers intentan salvarlos con sus poderes curativos... pero nada. Antes de finalizar, aparecen todos en Prox preparándose para partir hacia Tale. Los padres de Félix y Nadia, junto con el padre de Hans, se habían revitalizado gracias al poder de fuego que liberó el faro. El Sabio avisó en sueños a toda la gente que se encontraba cerca de los faros de que se marchase porque se iba a formar el Sol Dorado. Se ve a Álex escalando la cumbre del Monte Aleph para conseguir todo el poder y la vida eterna. Cuando se reúnen los 4 rayos que surgen de los cuatro faros, convergen en él y obtiene el Sol Dorado. Entonces aparece el Sabio y Álex intenta usar sus nuevos poderes contra él pero el Sabio, tras noquearle sin ninguna dificultad, le informa de que le dejó la mayor parte de ese poder a Hans (el polvillo dorado con que impregnó la Estrella Marte en el Templo Sonne al principio del todo), y Álex es sepultado bajo el Monte Aleph por el Sabio.
Todos van hacia Tale y ven que por culpa del Sol Dorado, Tale ha quedado totalmente arrasada y no hay nadie. Se ponen muy tristes, pero de repente aparecen todos los taleanos. El Sabio, en sueños, les había dado el aviso de que evacuaran Tale y gracias a él se salvaron. Hubo que pagar un alto precio... pero Weyard se había salvado de su destrucción gracias a lo mismo que estuvo a punto de arrasarlo: la Alquimia.

## Jefes
- Orangutanes: Tres grandes simios que te impiden llegar hasta el Maestro Poi, del Templo Kandora, el cual te enseña Enlazar.
- Rey Escorpión: Este monstruo te aparece en el Desierto de Yampi y consigues el poder de Cavar al derrotarlo.
- Briggs: El líder de los piratas champeños. Le acompañan varios navegantes.
- Aquahidra: Este monstruo de tres cabezas aparece en el barco de Piers casi por sorpresa.
- Serpiente: Este dragón reside en el corazón de la Roca de Madre Tierra. Desde que el Faro de Venus se encendió tiene atemorizado al pueblo de Izumo, en la isla de Nipán. Ya no es un jefe precisamente fácil. Además, si no se activan unos 4 altares antes de desafiarlo, es prácticamente invencible.
- Avimander: Esta salamandra gigante, aparece de pronto, cuando te niegas a obedecer a la abuela de Briggs (Obaba) en Champa.
- Poseidón: Es el dios del mar, y cualquiera que ose entrar en sus dominios deberá enfrentarse a él. Su campo de fuerza que le protege de todos los golpes sólo puede ser destruido con el Tridente de los Ankhol. Su elevada vitalidad y estadísticas le convierten en uno de los jefes más duros del juego.
- Moapa: Es el líder de la Aldea Chamán, un jefe que no debe ser tomado a la ligera aunque no tenga Psinergía. Le acompañan dos caballeros.
- Agatio y Karst: Los dos guerreros proxianos que han presionado al grupo de Félix en su camino hacia el Faro de Júpiter. Para derrotarlos, ya hay que planear estrategias por sus elevados niveles de vitalidad  y sus poderosos ataques de fuego.
- Dragones Fulgor: Dos dragones muy fuertes en el Faro de Marte. En realidad, son Agatio y Karst transformados por el Sabio. Sus elevadas cifras de vitalidad y estadísticas son la principal causa de su dificultad.
- Balrog: (Jefe opcional) Este monstruo custodia la Invocación Dédalo en la Cueva de Yampi (Desierto de Yampi). Se especializa en ataques físicos, pero es capaz de utilizar los djinns de los guerreros para invocar a su gusto y gana en su contra.
- Centinela: (Jefe opcional) Este ser antropomorfo de al menos 3 m de altura está en la Cueva de la Isla del Mar del Tiempo, custodiando la Invocación Catástrofe. Con sus muy elevados niveles de vitalidad y ataque físico, es uno de los jefes más duros del juego, por si fuera poco, es inmune a la psinergía .
- Mago Estrella: (Jefe opcional) Un jefe muy difícil que se encuentra en la Isla del Tesoro custodiando la Invocación Azul. Además de tener bastante vida, tiene unas bolas ayudantes que le beneficiarán y te atacarán durante el combate.
- Dulahan: (Jefe opcional) El jefe más fuerte de todo el juego. Custodia la Invocación Iris, la más potente de todas. Su Sabia Formina es tan potente que puede derrotar a un aliado de un solo golpe.
- Dragón Mortal: El jefe final de todo el juego. Aparte de Dulahan, es la batalla más dura del juego, Tiene las estadísticas de combate y vitalidad más elevadas del juego tras Dulahan, y sus ataques Inferno Djinn y Ruina Cruel son los más peligrosos de todo el juego. Al derrotarlo, se enciende por fin el Faro de Marte y Weyard se salva.

## Sistema de juego
En esta entrega, la novedad más visible es que tomamos el control de Félix, Nadia, Sole y Piers y no del grupo de la parte anterior. El estilo de juego es similar: viajamos a través de nuevos continentes, con los mismos comandos de ataque y el mismo sistema de batalla, y nos ayudaremos de los Djinns nuevamente. Aparecen nuevas invocaciones que deberemos buscar en el mapa y que se encuentran en forma de tablillas, necesitando estas nuevas invocaciones de la mezcla entre Djinn de varios tipos diferentes. 
Todas estas invocaciones son: Zagan (1 venus, 1 marte); Megara (1 marte, 1 júpiter); Flora (2 júpiter, 1 venus); Moloch (2 mercurio, 1 júpiter); Ulises (2 marte, 2 mercurio); Eclipse (3 júpiter, 2 ,mercurio); Flauros (3 venus, 2 marte); Coatlicue (3 júpiter, 3 mercurio); Dédalo (4 marte, 3 venus); Azul (3 venus, 4 mercurio); Catástrofe (5 júpiter, 3 marte); Caronte (8 venus, 2 júpiter); y por último, Iris (9 marte, 4 mercurio)

### Djinn
Los Djinn son pequeños seres de un elemento predeterminado que otorgan poderes a los protagonistas, inspirados en los seres de la mitología islámica. En esta aventura cuenta en total con 72 Djinn, de los cuales 44 se consiguen a lo largo del juego y los otros 28 hay que transferirlos del primer Golden Sun mediante una contraseña o con conexión de un cable Game Link. Estos son los que se encuentran en esta entrega (nombres de la versión española):
- Venus: Eco, Hierro, Acero, Barro, Flor, Mezcla, Petra, Sal, Geo, Moho y Cristal.
- Marte: Cañón, Fuego, Chispa, Carbón, Hulla, Reflujo, Núcleo, Yesca, Brillo, Furia, Fuga.
- Mercurio: Neblina, Acre, Frío, Cortina, Fuente, Vapor, Carama, Rizo, Gel, Gota, Serac.
- Júpiter: Aliento, Blitz, Éter, Soplo, Calima, Acezo, Aroma, Espiral, Grito, Calma, Monzón.

## Recepción
Golden Sun: La Edad Perdida recibió críticas positivas, pero los analistas se mostraron divididos al momento de decir si era mejor o no que el Golden Sun original. En Metacritic, La Edad Perdida tiene una calificación de 86% total, frente al 91% acumulado por Golden Sun. Del mismo modo, Game Rankings da a La Edad Perdida una calificación de 87% en general, ligeramente inferior a 90% de Golden Sun. Por el contrario, La Edad Perdida se clasificó en el puesto 78 por los lectores de IGN en la lista de los 100 mejores juegos de la historia, más alto que su predecesor. Se valoró en el puesto nº69 hecho en un sistema de Nintendo en la lista de Nintendo Power, "Top 200 Juegos".